# هانس غيلميودن
هانس غيلميودن (بالنرويجية البوكمول: Hans Geelmuyden)‏ هو عالم فلك وبروفيسور نرويجي، ولد في 10 يناير 1844 في Stavern ‏ في النرويج، وتوفي في 1 مايو 1920 في Nordmarka ‏ في النرويج.